# El Maitén (Chile)
El Maitén, es una localidad chilena ubicada en la Provincia del Huasco, Región de Atacama. Se ubica en la parte superior del Valle del Huasco.

## Historia
Esta localidad constituye una de las más antiguas del Valle del Huasco, existen en sus inmediaciones varios sitios arqueológicos de ocupación. 
Los Jesuitas consiguieron esta pequeña hacienda en el lugar llamado Maitenes el año 1745 cuando la orden tenía a cargo un colegio en Copiapó. El padre José Villegas, superior en Copiapó, era el administrador de la hacienda, famosa por su vino.
En la Hacienda existía un Oratorio que permaneció hasta 1767, una vez al mes el Padre Villegas venía desde Copiapó y tenía Misa en el Oratorio. 
Con la expulsión de los Jesuitas de Chile en 1767, la Hacienda fue rematada junto a la Estancia Jarillas y adquiridas por el ciudadano de Copiapó Antonio Campos en 1788 tras la visita de Don Ambrosio O'Higgins a Copiapó, los recursos del remate se utilizaron par abrir una escuela pública en esa ciudad.
Cerca de esta localidad, en el lugar El Romerito existía la Fiesta de la Cruz de Mayo desde 1905 hasta 1940.

## Turismo
La localidad de El Maitén constituye un sitio histórico para el Valle del Huasco, debido a que perteneció a la Compañía de Jesús. De acuerdo a historiadores locales esta hacienda pudo ser el origen del afamado vino Pajarete del Valle del Huasco.
Junto al camino aun es posible encontrar algunos ejemplares del árbol nativo llamado Maitén es el que otorga el nombre a esta localidad, el cual se encuentra casi en extinto en esta parte del país, debido a la sobreexplotación de que ha sido objeto.
En las inmediaciones se encuentran algunos sitios arqueológicos que han sufrido saqueos y vandalismo en los últimos años.

## Accesibilidad y transporte
La localidad de El Maitén se encuentra ubicada entre el Embalse Santa Juana y el poblado de Alto del Carmen, capital de la comuna.
Las excursiones guiadas desde Vallenar hasta Alto del Carmen pasan por este histórico lugar.
Existe transporte público diario a través de buses de rurales desde el terminar rural del Centro de Servicios de la Comuna de Alto del Carmen, ubicado en calle Marañón 1289, Vallenar.
Si viaja en vehículo propio, no olvide cargar suficiente combustible en Vallenar antes de partir. No existen puntos de venta de combustible en la comuna de Alto del Carmen.
A pesar de la distancia, es necesario considerar un tiempo mayor de viaje, debido a que la velocidad de viaje esta limitada por el diseño del camino. Se sugiere hacer una parada de descanso en el poblado de Alto del Carmen para hacer más grato su viaje.
El camino es transitable durante todo el año, sin embargo es necesario tomar precauciones en caso de eventuales lluvias en invierno.

## Alojamiento y alimentación
En la comuna de Alto del Carmen existen pocos servicios de alojamiento formales, es posible encontrar en el poblado de Alto del Carmen, se recomienda hacer una reserva con anticipación.
En las proximidades a El Maitén no hay servicios de Camping, sin embargo se puede encontrar algunos puntos rurales con facilidades para los campistas en La Junta y en Alto del Carmen.
Los servicios de alimentación son escasos, existiendo en Alto del Carmen algunos restaurantes.
En muchos poblados hay pequeños almacenes que pueden facilitar la adquisición de productos básicos durante su visita.

## Salud, conectividad y seguridad
La localidad de El Maitén no tiene servicios. En el poblado de Alto del Carmen se cuenta con servicio de electricidad, iluminación pública y red de agua potable.
En Alto del Carmen existe un Reten de Carabineros de Chile y un Centro de Salud Familiar dependiente del Municipio de Alto del Carmen.
En El Maitén, no hay servicio de teléfonos públicos rurales, sin embargo existe señal para teléfonos celulares.
El Municipio de Alto del Carmen cuenta con una red de radio VHF en toda la comuna en caso de emergencias.
En el poblado no hay servicio de cajeros automáticos, por lo que se sugiere tomar precauciones antes del viaje. Sin embargo, algunos almacenes cuentan con servicio de Caja Vecina.